# Strategos
Strategos (Grieks: στρατηγός) was in het oude Griekenland de algemene benaming voor een legeraanvoerder.
Met name te Athene, sinds de ingrijpende hervormingen van Kleisthenes, werden jaarlijks tien strategen verkozen (een uit iedere phyle) om het bevel over de Atheense strijdkrachten te voeren, meer bepaald over de hoplieten van de eigen phyle. Zij stonden aanvankelijk onder het oppercommando van de archon polemarchos. Vanaf 487 v.Chr. werd de archonten echter door loting aangeduid en omdat voor het opperbevel over een leger toch enige technische kennis vereist is, verloor hij deze functie. Van toen af vormden de tien strategoi collegiaal de legerleiding, en hadden zij om beurten één dag het oppercommando. Maar omdat deze overdemocratisering in tijden van oorlog de efficiëntie van de bevelvoering niet ten goede kwam, kreeg later een van hen in de volksvergadering het oppercommando over de overigen, voor de duur van een expeditie. Pericles had deze functie bij het uitbreken van de Peloponnesische Oorlog.
Vanwege zijn militaire ervaring kon een strategos herhaaldelijk herverkozen worden, maar bij laakbaar gedrag kon hij evengoed onmiddellijk voor de rechtbank gedaagd en gestraft worden. Omdat de strategen, onder rechtstreekse controle van de volksvergadering, de binnen- en buitenlandse politiek leidden, waren zij in de praktijk de belangrijkste magistraten in Athene.